# Provincia di Khenchela
La provincia di Khenchela (in arabo ولاية خنشلة) è una provincia (wilaya) dell'Algeria nordorientale. Prende il nome dal suo capoluogo Khenchela. Altre città importanti della provincia sono Djellal, Khirane e Bou Zabène.

## Popolazione
La provincia conta 386.683 abitanti, di cui 195.502 di genere maschile e 191.182 di genere femminile, con un tasso di crescita dal 1998 al 2008 dell'1.7%.

## Geografia antropica

### Suddivisioni amministrative
Questa provincia è formata da 8 distretti, loro volta divisi in 21 comuni.

## Distretti
1. Aïn Touila
2. Babar
3. Bouhmama
4. Chechar
5. El Hamma
6. Kais
7. Khenchela
8. Oued Rechache

## Comuni
1. Aïn Touila
2. Babar
3. Baghaï
4. Bouhmama
5. Chelia
6. Cherchar
7. Djellal
8. El Hamma
9. El Mahmal
10. El Oueldja
11. Ensigha
12. Fais
13. Kais
14. Khenchela
15. Khirane
16. M'Sara
17. M'Toussa
18. Ouled Rechache
19. Remila
20. Tamza
21. Yabous